# Breitenberg
Breitenberg é um município da Alemanha, no distrito de Passau, na região administrativa de Niederbayern , estado de Baviera.